# Evelina Samuelsson
Evelina Samuelsson, född 14 mars 1984 i Stockholm, är en svensk ishockeyspelare.
Samuelsson deltog i Olympiska vinterspelen 2002 i Salt Lake City, där laget vann brons. Evelina gjorde båda målen i matchen som slutade 2-1 till Sverige. Då var hon endast 17 år gammal.